# Rebecca - Dans l'ombre d'Hollywood
Rebecca - Dans l’ombre d’Hollywood, est un roman écrit par l’écrivain français Michel Moatti, paru en 2025 aux éditions Hervé Chopin.

## Résumé et Sources
Le roman est présenté sous la forme d’une autobiographie fictive de Judith Anderson, la comédienne qui tenait le rôle de l’inquiétante Mrs Danvers dans le film d’Hitchcock. Le récit s'inspire librement de différents entretiens et souvenirs laissés par Dame Judith Anderson tout au long de sa carrière, ainsi que des anecdotes de tournage des différents interprètes du film .
Il s’agit tout à la fois de la chronique douce-amère d’un tournage pas comme les autres, du journal des luttes sournoises entre les différentes stars présentes sur le plateau et d’un témoignage sur les crimes – bien réels – survenus à l’automne de 1939 dans West Hollywood  lors de la production de Rebecca.